# Friedrich Hagenauer
Friedrich Hagenauer, né vers 1490-1500 à Strasbourg et mort après 1546, est un sculpteur, un portraitiste et l'un des médailleurs les plus productifs de la Renaissance allemande. 

## Biographie
Sa vie personnelle est peu connue. L'hypothèse selon laquelle il serait un fils de Nicolas de Haguenau — auquel on doit la partie sculptée du retable d'Issenheim — s'appuie sur une lettre non datée, mais écrite vers 1531 à Augsbourg, dans laquelle il se présente comme « Fridrich Hagenawer von Straszpurg ».
Strasbourgeois d'origine, il a vécu dans plusieurs villes de l'Empire (notamment Spire, Worms, Mayence, Francfort, Heidelberg, Nuremberg, Ratisbonne, Passau out Salzbourg), revenant occasionnellement dans sa ville natale.
Sculpteur, il travaille d'abord pour le clergé, mais son ralliement à la Réforme le prive des commandes de l'Église. Selon ses propres dires, la fabrication de médailles lui tient alors lieu de gagne-pain.
Entre 1527 et 1532, il travaille comme portraitiste à Augsbourg, où il se heurte aux sculpteurs locaux qui lui reprochent de ne pas être inscrit dans une corporation. À partir de 1536, il est actif à Cologne et à Bonn, où sa présence est confirmée jusqu’en 1546. On perd sa trace après cette date.

## Œuvre
Spécialisé dans l’exécution de modèles en bois qui servent à la fonte de médailles en argent et en bronze, Friedrich Hagenauer produisit environ 235 pièces, dont le diamètre varie entre 72 et 43 mm, ou moins. 
Il a représenté notamment Louis X de Bavière, Anton et Raymund Fugger (1527), Anna Rehlinger (de) (1529), Matthis Pfarrer, ammeistre de Strasbourg, et les réformateurs Martin Bucer, Caspar Hedio ou Philippe Mélanchthon. 

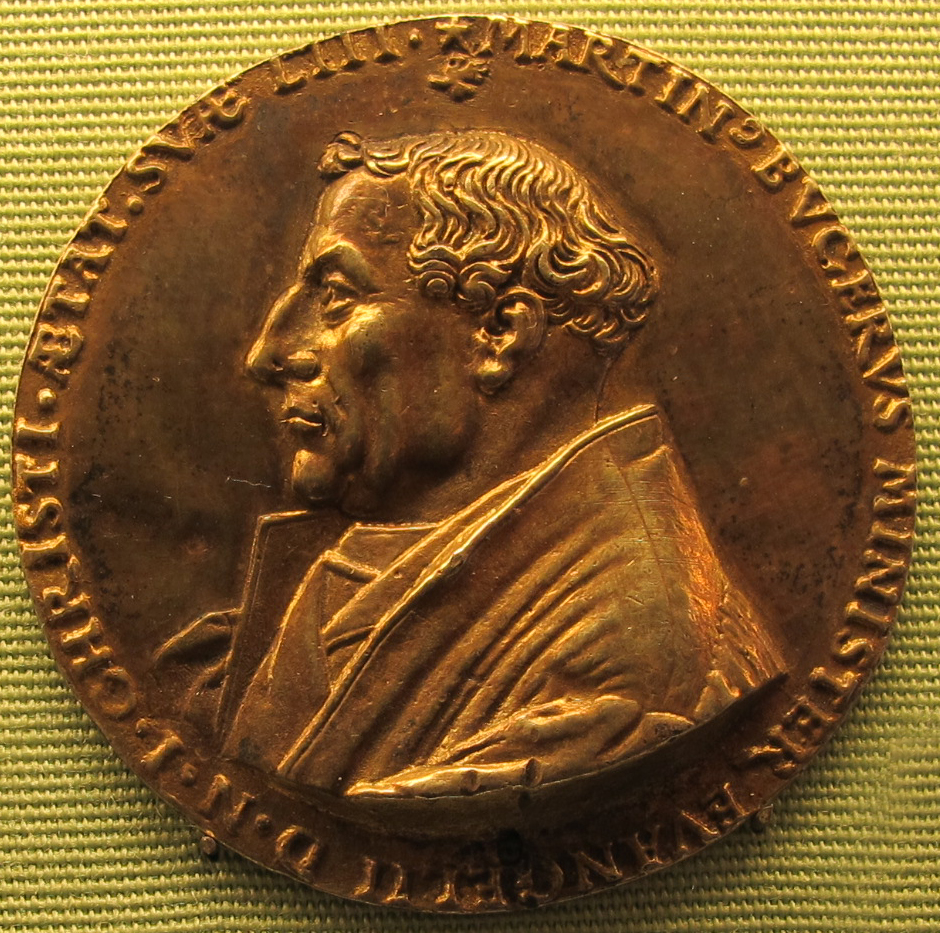
Martin Bucer.
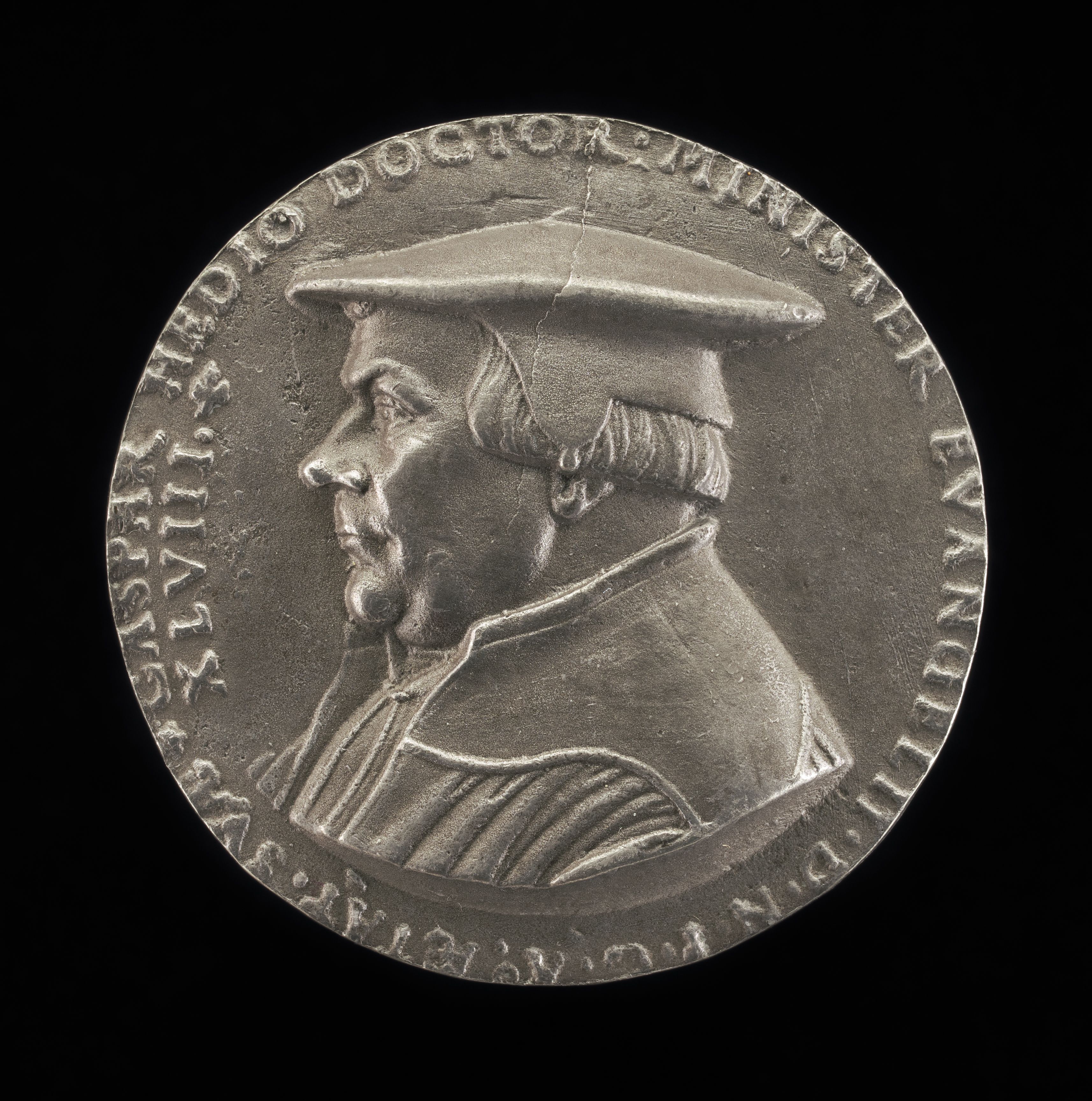
Caspar Hedio.
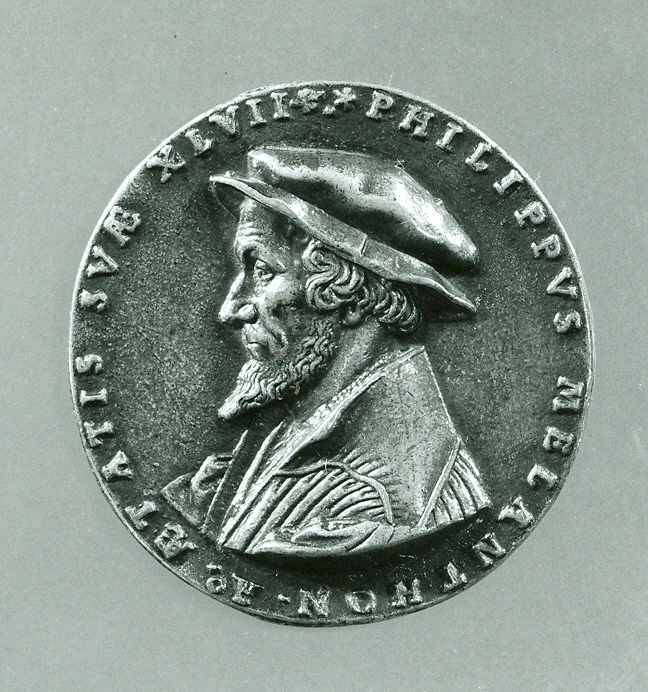
Philippe Mélanchthon.
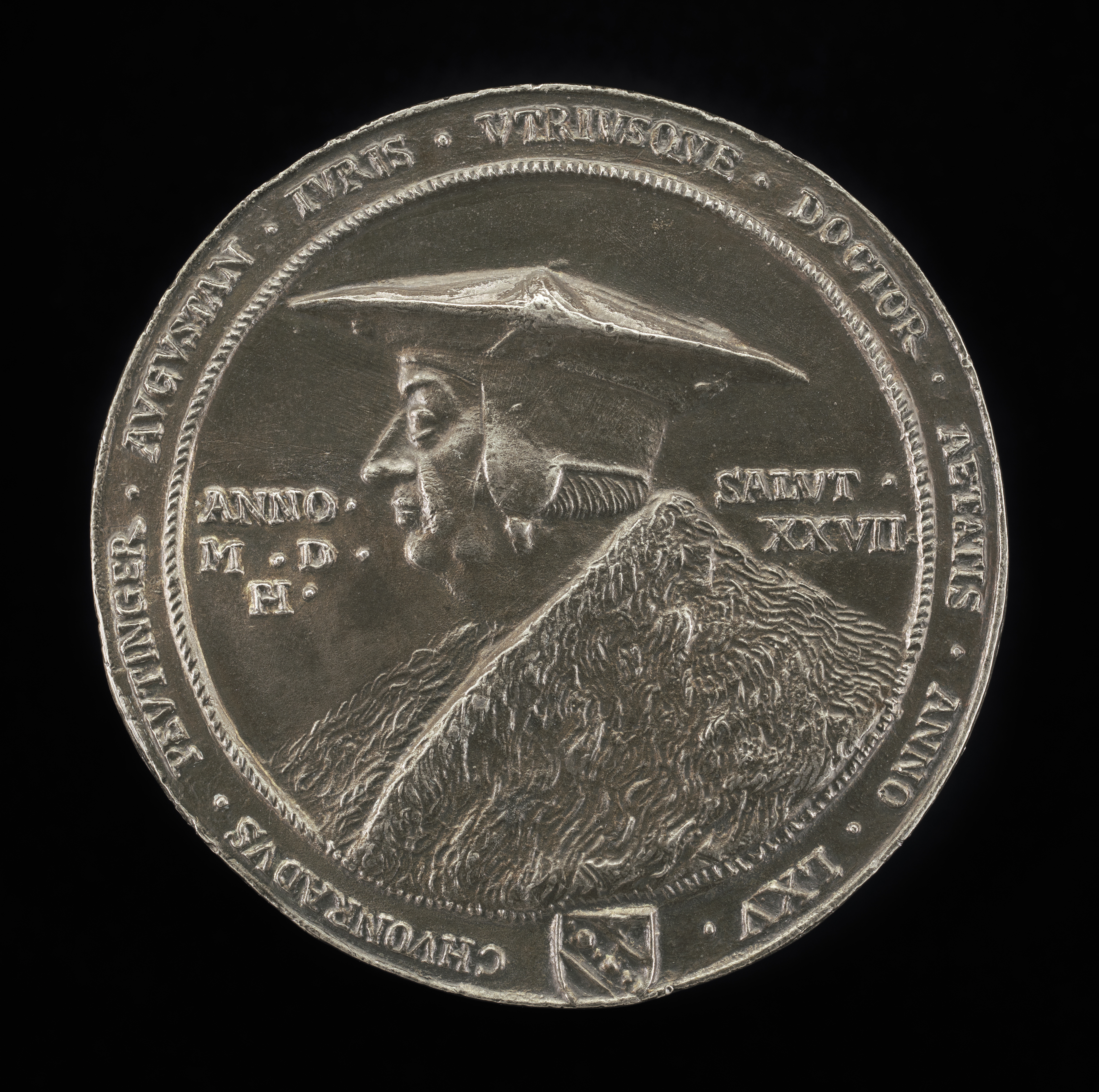
Konrad Peutinger.
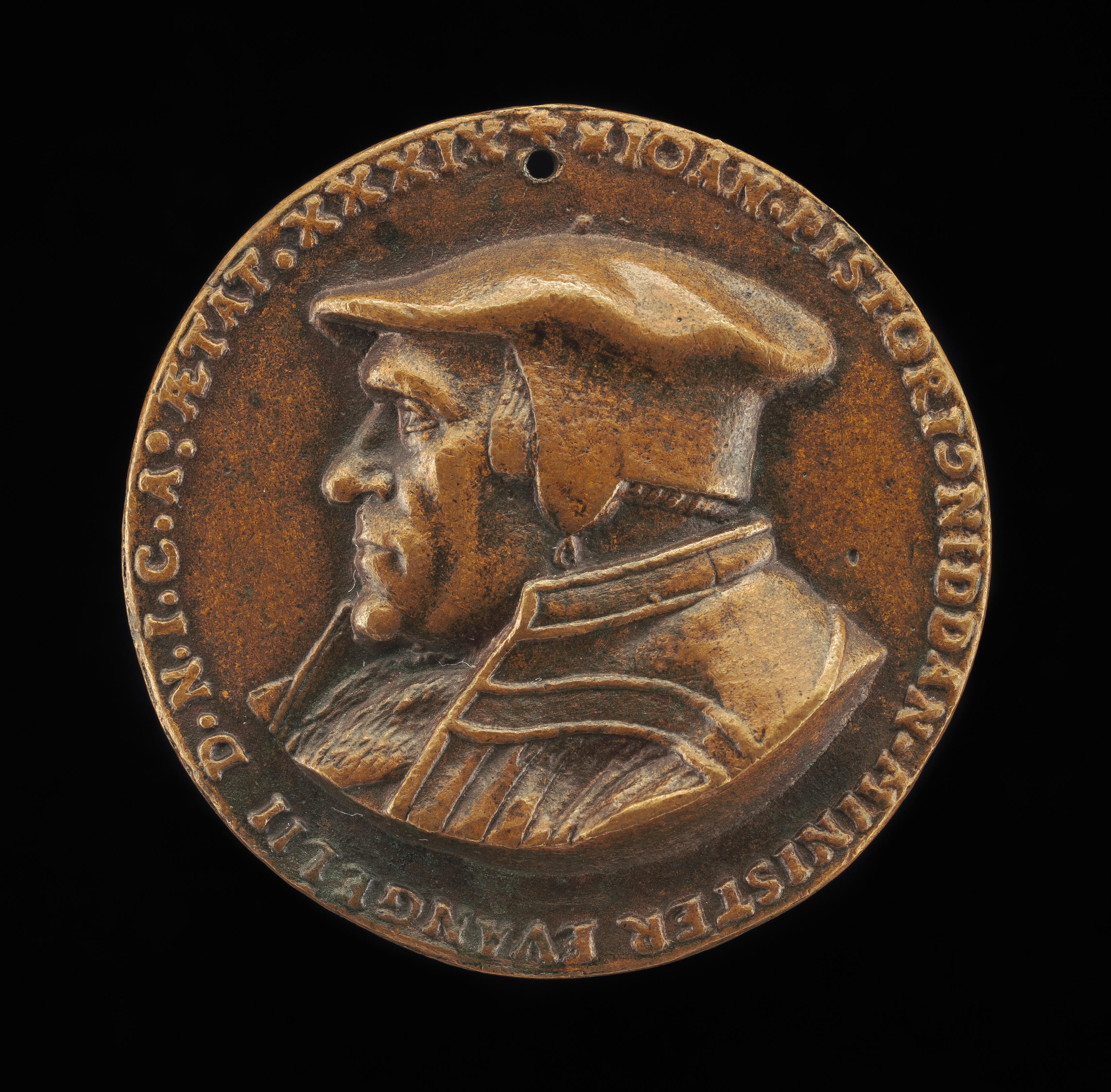
Johann Pistorius l'Ancien.